# Frank Shoofey
 (octobre 2023).
Si vous disposez d'ouvrages ou d'articles de référence ou si vous connaissez des sites web de qualité traitant du thème abordé ici, merci de compléter l'article en donnant les références utiles à sa vérifiabilité et en les liant à la section « Notes et références ».
Frank Shoofey (1941 - 15 octobre 1985) est un avocat criminaliste, homme d'affaires et militant du Parti libéral du Québec. Il est célèbre pour avoir défendu des criminels comme Richard Blass et Monica Proietti.

## Carrière
Il est, dès le début de 1959, le criminaliste le plus en vue au Québec. Il écrivait pour les journaux, faisait de la radio et de la télévision. Il était également très engagé auprès des pauvres et des jeunes de sa communauté. Plusieurs le voyaient comme l'aspirant numéro un au titre de ministre de la Justice du Québec dès que le Parti libéral du Québec prendrait le pouvoir. Il a également agi en tant que négociateur dans quelques prises d'otages. C'est grâce à sa médiation que la police de Montréal parvint à retrouver le cœur du Frère André, un artéfact religieux qui occupe une place majeure dans la culture populaire et le folklore québécois.
Il a défendu de nombreux criminels et membres du crime organisé, dont les membres du gang du sud-ouest. Son plus célèbre client est sans doute Richard Blass. En 1983, Shoofey publie sur lui un livre intitulé Nom: Blass, prénom: Richard, alias: "le chat", profession: criminel, aux éditions Quebecor.

## Assassinat
Le 15 octobre 1985, il est abattu de trois coups de feu à la tête et de deux au thorax à son bureau. Selon certaines rumeurs persistantes, ce meurtre aurait un lien avec le fait qu'il fut également l'avocat du boxeur Dave Hilton, Sr., ainsi que des autres pugilistes du clan Hilton, et des relations conflictuelles qu'il entretenait avec divers autres gros noms de la boxe nord-américaine. Plus tôt, en 1985, Shoofey s'était opposé au fait que les Hilton signent un contrat avec le célèbre promoteur américain Don King. Ce dernier avait convaincu Frank Cotroni, membre de la mafia montréalaise, de lui céder l'exclusivité des Hilton. Les liens étroits entre Cotroni et les Hilton ont été révélés l'année suivante par un comité d’enquête présidé par le juge Raymond Bernier. Selon le rapport Bernier, c'est Cotroni qui a négocié le contrat avec King.
En 2006, les circonstances du meurtre ainsi que l'identité du meurtrier sont toujours inconnus, bien qu'au moins un suspect majeur ait été identifié par la presse.